# Trichosalpinx sijmii
Trichosalpinx sijmii är en orkidéart som beskrevs av Carlyle August Luer. Trichosalpinx sijmii ingår i släktet Trichosalpinx och familjen orkidéer.
Artens utbredningsområde är Peru. Inga underarter finns listade i Catalogue of Life.